# The Click Five
The Click 5 (ofta kallat TC5) är ett amerikanskt band från Boston, Massachussetts. Bandet bildades 2004 och blev snabbt upptäckta av talangscouten Wayne Sharp, som har arbetat med bandet Candy. The Click 5 debutalbum Greetings From Imrie House kom år 2005.

## Medlemmar
Senaste medlemmar
- Kyle Patrick – sång, bakgrundssång, rytmgitarr (2007–2013)
- Joe Guese – sologitarr, bakgrundssång (2004–2013)
- Ben Romans – synthesizer, bakgrundssång (2004–2013)
- Ethan Mentzer – basgitarr, kontrabas, bakgrundssång (2004–2013)
- Joey Zehr – trummor (2004–2013)

Tidigare medlemmar
- Eric Dill – sång, bakgrundssång, rytmgitarr (2004–2007)

## Diskografi
Album
- 2005 – Greetings from Imrie House
- 2007 – Modern Minds & Pastimes
- 2011 – TCV

EP
- 2005 – Angel to You
- 2006 – Live At Bull Moose

Singlar
- 2005 – "Angel to You (Devil to Me)"
- 2005 – "Just the Girl"
- 2005 – "Catch Your Wave"
- 2006 – "Pop Princess"
- 2006 – "Say Goodnight"
- 2007 – "Jenny"
- 2007 – "Empty"
- 2007 – "Happy Birthday"
- 2008 – "Flipside"
- 2009 – "I Quit! I Quit! I Quit!"
- 2010 – "The Way It Goes"
- 2010 – "Don't Let Me Go"
- 2011 – "Love Time Space"